# 小山田行村
小山田 行村（おやまだ ゆきむら）は、戦国時代の武将。甲斐武田氏家臣。八左衛門。

## 略歴
武田二十四将の1人にも数えられる甲斐国国人・小山田信茂の従弟といわれる。武田信玄の旗本衆であり、永禄12年（1569年）の小田原城攻撃の際には同僚の初鹿野信昌と共に増水した酒匂川の渡河を達成する殊勲を挙げた。使番十二人衆、武田勝頼の代には中老職であったという。
天正10年（1582年）の織田信長による武田征伐での武田家滅亡に際しては、甲斐国を脱出するものの、相模国道志川のあたりで織田の手の者に銃撃されて死亡した。

## 登場する作品
- 『真田丸』（2016年、NHK大河ドラマ、演：八田浩司）